# Amanhã Sei Lá
"Amanhã Sei Lá" é uma canção do cantor brasileiro Michel Teló, extraída de seu primeiro álbum solo Balada Sertaneja. Lançada para as rádios em Janeiro de 2010. Composta por Flavinho Tinto, Nando Marx e Douglas Mello. Foi regravada por diversas duplas sertanejas. Relançada no primeiro álbum ao vivo do cantor no mesmo ano. Presente até hoje no repertório.  Conseguiu conquistar a posição 51 na Billboard Brasil.

## Paradas
| Paradas (2010)                                     | Melhor posição |
| -------------------------------------------------- | -------------- |
| Billboard Brasil Hot 100 Airplay                   | 51             |
| Billboard Brasil Hot Popular Songs                 | 35             |
| Billboard Brasil Regional Curitiba Hot Songs       | 53             |
| Billboard Brasil Regional Porto Alegre Hot Songs   | 35             |
| Billboard Brasil Regional Ribeirão Preto Hot Songs | 36             |
| Billboard Brasil Regional Campinas Hot Songs       | 23             |
| Billboard Brasil Regional Belo Horizonte Hot Songs | 34             |
| Billboard Brasil Regional São Paulo Hot Songs      | 19             |